# Béhorléguy
Béhorléguy (baskisch Behorlegi) ist eine französische Gemeinde mit 69 Einwohnern (Stand 1. Januar 2022) im Département Pyrénées-Atlantiques in der Region Nouvelle-Aquitaine. Sie gehört zum Arrondissement Bayonne und zum Kanton Montagne Basque (bis 2015: Kanton Saint-Jean-Pied-de-Port).
Die Gemeinde gehört zum Pays de Cize in der baskischen Provinz Basse-Navarre. Ortsteile sind: Cayolar d'Istaurdy, Etchebérriborda und Ihidoya. Nachbargemeinden sind: Hosta im Norden, Saint-Just-Ibarre im Nordosten, Lecumberry im Nordwesten, Aussurucq im Osten und Mendive im Süden.

## Wappen
Beschreibung: In Silber fünf schragenweise gestellte blaue Lilien.

## Geschichte
Der Ortsname Béhorléguy tritt in der Vergangenheit in verschiedenen Variationen auf: Beorrleguy (1264), Behorleguy (1292), Beorrlegui (1350), Beorlegui (1513) und Vehorlegui (1621).

### Bevölkerungsentwicklung
- 1962: 135
- 1968: 121
- 1975: 112
- 1982: 091
- 1990: 072
- 1999: 072
- 2006: 074

## Sehenswürdigkeiten
- Dolmen d'Armiague

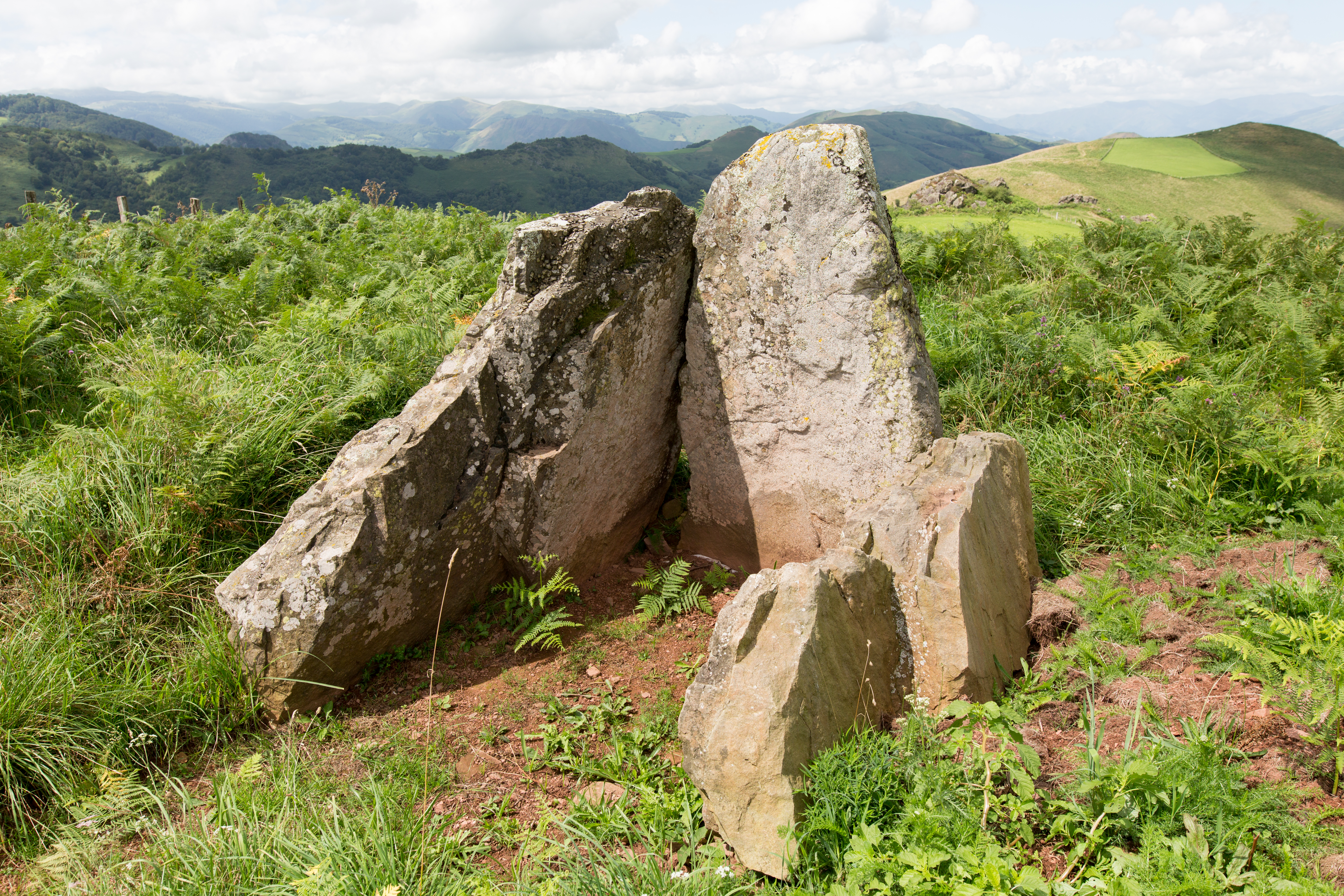
Dolmen d'Armiague

- Croix de carrefour dite croix Harispe (Monument historique)
- Bauernhof Ihidoia (18. Jahrhundert)
- Kapelle Saint-Engrace (17./18. Jahrhundert)
- Église de l’Assomption (17./18. Jahrhundert)
- Forêt des Arbailles, der Ende des 19. Jahrhunderts Teile der Gemeinden Aussurucq, Béhorléguy, Camou-Cihigue, Musculdy, Ordiarp und Saint-Just-Ibarre bedeckte.
- Col d’Aphanize
- Hauzkoa (1268 m)